# Програма розвитку ООН
Програма розвитку ООН, ПРООН (англ. United Nations Development Programme) — агентство в структурі ООН, створене на підставі резолюції Генеральної Асамблеї від 22 листопада 1965 року шляхом об'єднання Розширеної програми технічної допомоги ООН і Спеціального фонду.
Ціллю Програми є надання допомоги країнам, що розвиваються, у справі їхнього національного розвитку.
У 1989 з метою звернення уваги до питань народонаселення ПРООН запропонувала відзначати Всесвітній день народонаселення.
Починаючи з 1990 щорічно видає доповідь про людський розвиток. Група незалежних міжнародних експертів є його авторами, і крім аналітичних розробок використовує також в своїй роботі статистичні дані отримані від різних міжнародних міжурядових організацій та міжнародних агентств.

## ПРООН в Україні

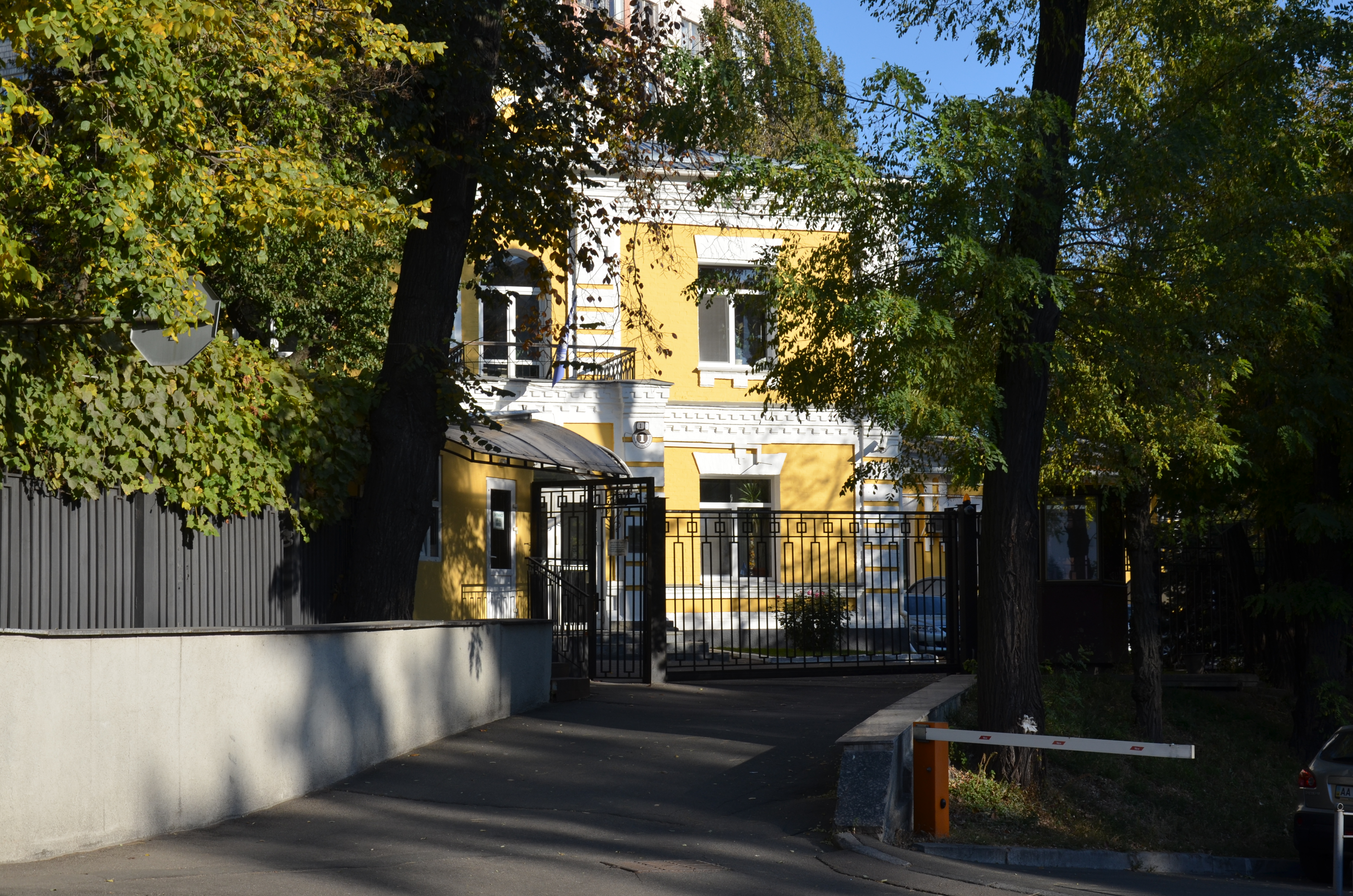
Представництво Програми розвитку Організації Об'єднаних Націй в Україні

Програма розвитку ООН сприяє підтримці України на шляху сталого людського розвитку, спрямованого на досягнення заможної, демократичної та сильної держави, в якій ніхто не залишається осторонь і враховується думка кожного і кожної. ПРООН керується Цілями сталого розвитку та Конвенціями ООН, до яких приєдналася Україна. Діяльність програми спрямована на боротьбу із бідністю у сільських районах шляхом впровадження ефективних моделей соціального і економічного розвитку та розвитку довкілля, а також шляхом підтримки демократичних процесів, установ та мереж. Програма розвитку ООН допомагає та посилює партнерів на національному та місцевому рівні, які розробляють сталі рішення для забезпечення всеосяжного національного, регіонального та місцевого розвитку. ПРООН досягає своїх цілей у партнерстві з Кабінетом Міністрів України, іншими агентствами ООН, установами з розвитку, громадянським суспільством та місцевими громадами. Програма сприяє знайти українські рішення для всесвітніх та національних викликів у сфері розвитку за рахунок проведення низки ініціатив, заснованих на досвіді та порівняльних перевагах ПРООН.

## Постійні представники ПРООН в Україні
1. Стівен Френсіс Браун (1992—1996),
2. Педро Пабло Вільянуева (1996—2000);
3. Даглас Гарднер (2000—2004)
4. Френсіс О'Доннелл (2004—2009)
5. Олів'є Адам (2009—2014)
6. Ніл Вокер (2014[6]—2018)
7. Оснат Лубрані (липень 2018[7] — березень 2019)
8. Дафіна Ґерчева (з квітня 2019 р.[8] – жовтень 2022)
9. Яко Сільє (з 9 листопада 2022 р.[9])